# Anticlimax (libro)
Anticlimax: A Feminist Perspective on the Sexual Revolution (en español, Anticlímax: una perspectiva feminista sobre la revolución sexual) es un libro publicado en 1990 por la politóloga feminista Sheila Jeffreys sobre la revolución sexual.

## Contenido
Jeffreys analiza la revolución sexual de la década de 1960, argumentando en contra de la opinión de que fue un «desarrollo positivo para las mujeres». Entre otros temas, Jeffreys analiza la pedofilia. Critica al activista Tom O'Carroll y su libro Pedophilia: The Radical Case (1980).

## Ediciones
Anticlimax fue publicado por primera vez en 1990 por The Women's Press y New York University Press. En 2011, Spinifex Press publicó una segunda edición, también en lengua inglesa. No existen a día de hoy ediciones oficiales en lengua castellana.

## Recepción
Anticlimax recibió críticas positivas de Veronica Groocock en New Statesman and Society, Ann Jones en Ms., y R. W. Smith en Choice, y una crítica «mixta» de Vera Whisman en Women's Review of Books. El libro también fue comentado por Julie Bindel en The Guardian.
Groocock describió el libro como «completo, oportuno y con argumentos contundentes». Jones describió el libro como «notable». Smith escribió que el trabajo se discutió vigorosamente y tenía una «buena bibliografía e índice». Whisman describió las opiniones de Jeffreys como un feminismo radical «no reconstruido». Aunque reconoció que esta posición tenía algunos puntos válidos, también lo consideró «profundamente problemático». Consideró los dos últimos capítulos del libro, que tratan «la organización y la teorización del movimiento feminista en torno al sexo», vivaces y bien escritos, pero argumentó que Jeffreys «pierde mucho por su negativa a admitir matices y paradojas», preguntando: «Si los hombres (y sus cómplices sexólogos) han impuesto las relaciones heterosexuales a las mujeres, entonces, ¿cómo podemos hablar del hecho de que no todas las parejas heterosexuales son igualmente bendecidas, igualmente impuestas?». Bindel le concedió el mérito de haber expuesto «el mito de la revolución sexual de la década de 1960». Jane Egerton describió a The Spinster and Her Enemies como un trabajo de mayor importancia.